# Shane Hammink
Shane Hammink (Baton Rouge, 22 juli 1994) is een Nederlandse voormalig basketballer.

## Carrière
Hammink speelde in de jeugd van Den Bosch, Matrixx Magixx en Canarias CBA. In 2012 ging hij collegebasketbal spelen voor de LSU Tigers waar hij twee jaar speelde. Na een jaar te hebben uitgezeten speelde hij nog twee seizoenen voor de Valparaiso Crusaders. In 2017 werd hij niet gekozen in de NBA draft.
Hij tekende zijn eerste profcontract voor de Spaanse club Bilbao Basket. Na een seizoen tekende hij in de Nederlandse competitie bij Donar Groningen. Hij speelde twee seizoenen voor de club en won de Nederlandse beker met hen. In oktober 2020 tekende hij bij nieuwkomer Yoast United. In november 2020 verliet hij de club al voor het Belgische Spirou Charleroi. Hij verliet de Belgische club begin mei 2021 al vroegtijdig. Hij speelde hierna nog een laatste seizoen bij het Nederlandse Heroes Den Bosch en werd met hen Nederlands kampioen. Hij stopte nadien zijn basketbalcarrière.
Hammink kwam ook uit voor de Nederlandse jeugdploegen en de nationale herenploeg.

## Privéleven
Hij is de zoon van voormalig NBA-speler en basketbalcoach Geert Hammink.

## Erelijst
- Nederlandse supercup: 2018
- DBL All-Rookie Team: 2019
- Nederlands landskampioen: 2022